# 단치히 자유시 (1807년~1814년)
단치히 자유시(프랑스어: Ville libre de Dantzig, 독일어: Freie Stadt Danzig, 폴란드어: Wolne Miasto Gdańsk)는 나폴레옹 보나파르트 시대에 단치히(현재의 폴란드 그단스크)에 존재했던 반독립 도시 국가이다. 단치히 공화국이라고 부르기도 한다.
1793년 제2차 폴란드 분할로 인해 단치히는 프로이센 왕국의 영토가 되었으며 서프로이센의 중심 도시가 되면서 자연스레 서프로이센으로 편입되었다. 나폴레옹 전쟁이 진행 중이던 1807년 9월 9일 단치히 공방전에서 승리한 나폴레옹 보나파르트가 단치히에 반(半)독립 도시 국가인 단치히 자유시를 설치하였다.
1814년 1월 2일 프랑스군이 철수하면서 단치히 자유시는 소멸되었고 1814년부터 1815년까지 열린 빈 회의에 따라 단치히는 다시 프로이센 왕국으로 넘어갔다.

## 같이 보기
- 단치히 자유시